# Naturschutzgebiet Heisinger Ruhraue
Das Naturschutzgebiet Heisinger Ruhraue ist seit 2004 das mit 150,29 Hektar größte Naturschutzgebiet der Stadt Essen. Es liegt im südöstlichen Stadtteil Heisingen unmittelbar an der Ruhr und ist ein Fauna-Flora-Habitat-Gebiet. Damit gehört es zum europäischen Schutzgebietsnetz Natura 2000 (FFH-Gebietsnummer 4508-301).

## Beschreibung
Hier gibt es eine intakte Auenlandschaft mit Altgewässern und regelmäßiger Überflutung ebenso wie einer Vielzahl von Feuchtbiotopen, die durch Bergsenkungen entstanden sind. 
Im gesamten Naturschutzgebiet leben etwa 60 Brut- und bis zu 50 Gastvogelarten sowie seltene Libellen- und Amphibienarten. Zur Erhaltung der Artenvielfalt werden Teiche entschlammt und ausgebaut, Wiesen gemäht und Ufergehölze gepflanzt.
Ein Teil des Naturschutzgebietes wird von der Theodor-Heuss-Brücke mit der A 44 überspannt. Durch das Schutzgebiet führt entlang der Ruhr ein Teil des Ruhrtalradweg.